# Notopterygium oviforme
Notopterygium oviforme är en flockblommig växtart som beskrevs av R.H.Shan. Notopterygium oviforme ingår i släktet Notopterygium och familjen flockblommiga växter. Inga underarter finns listade i Catalogue of Life.